# Chrysorithrum maximowiczi
Chrysorithrum maximowiczi là một loài bướm đêm trong họ Erebidae.